# هندبال فریسکی

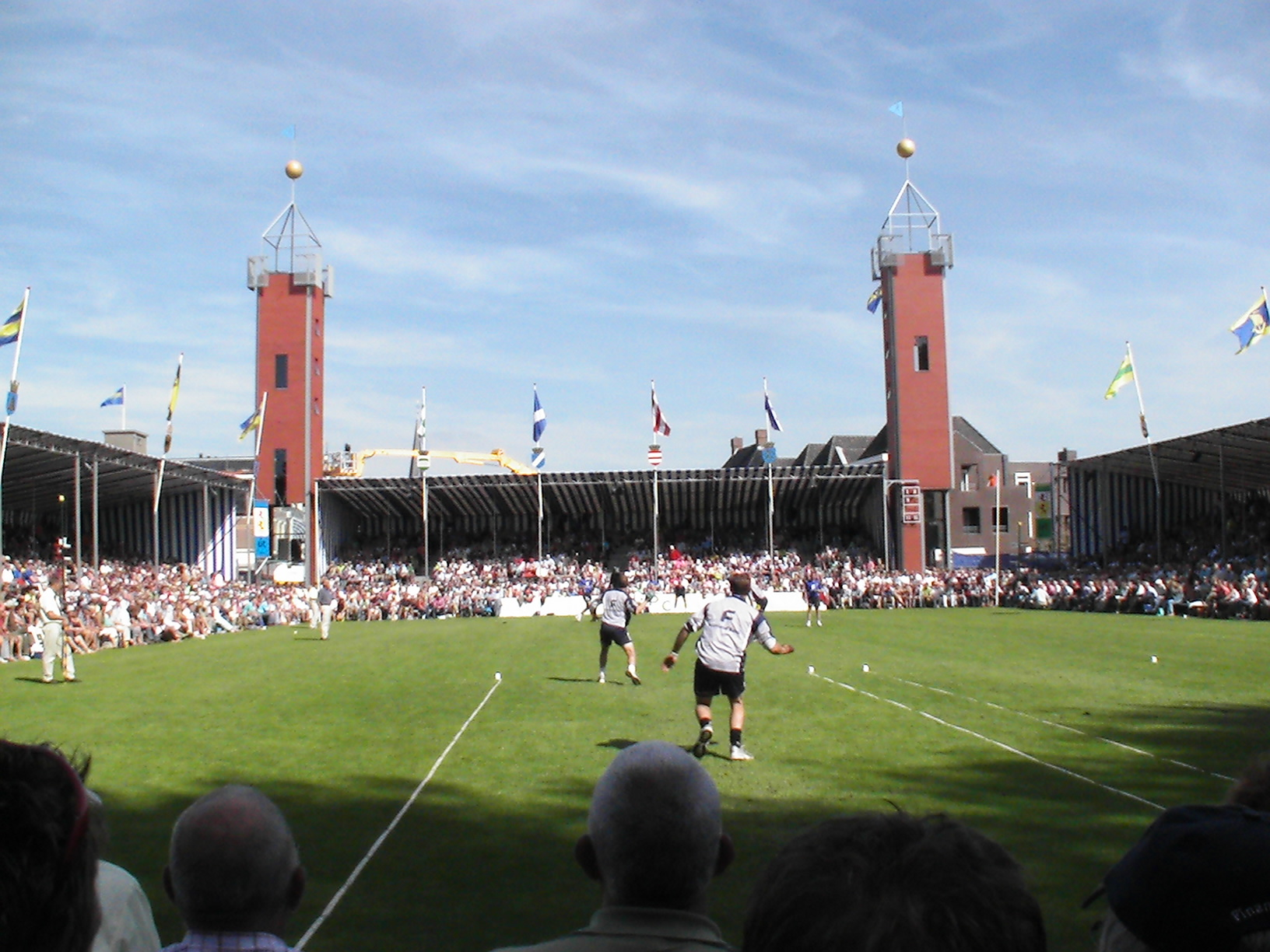
یک بازی هندبال فریسکی

هندبال فریسکی (به انگلیسی: Frisian handball) ورزشی از دسته ورزش‌های هندبالی می‌باشد. این ورزش از ورزش‌های سنتی فریسلاند محسوب شده و ورزشی محبوب در آن منطقه است. اولین حضور این ورزش در سال ۱۹۲۸ در بازی‌های المپیک تابستانی آمستردام بود.